# Ruolo di genere
Il ruolo di genere, nelle scienze sociali, è l'insieme dei comportamenti tipici dei maschi e delle femmine in un dato gruppo o sistema sociale, determinati da biologia e cultura.

## Definizione
Ogni società conosciuta ha un sistema dei sessi / generi, sebbene le componenti e i meccanismi di questo sistema varino ampiamente da società a società. Il grado in cui un comportamento specifico di un individuo specifico è un evento irrilevante e persino banale del completamento di un "ruolo di genere" oppressivo che merita le critiche è esso stesso soggetto a dibattiti. Il termine "ruolo di genere" viene usato predominantemente dagli studiosi occidentali.
La maggior parte dei ricercatori riconosce che il comportamento concreto degli individui è una conseguenza sia delle regole e dei valori applicati socialmente, sia della disposizione individuale, che sia genetica, inconscia o conscia. Alcuni ricercatori enfatizzano il sistema sociale oggettivo e le disposizioni.
La creatività potrebbe causare un cambiamento delle regole e dei valori nel corso del tempo. Le culture e le società sono dinamiche e cambiano, ma c'è stato un dibattito esteso su come, quanto rapidamente potrebbero cambiare. Tali dibattiti sono specialmente intensi quando coinvolgono il sistema di sesso/genere, poiché la gente ha viste ampiamente differenti su come il genere dipende dal sesso biologico.
In inglese viene usato il termine Role reversal (letteralmente "Ruoli invertiti") per indicare qualsiasi tipo di inaderenza culturale al proprio ruolo di genere, oppure per indicare quel genere di coppie dove l'uomo assume un ruolo concepito socialmente come femminile e viceversa (per esempio, una donna che corteggia e regala rose all'uomo).

## Concezione di Talcott Parsons
Lavorando negli Stati Uniti, Talcott Parsons ha sviluppato un modello della famiglia nucleare nel 1955. Ha paragonato la concezione strettamente tradizionale dei ruoli di genere a una concezione più liberale.
Motivato da osservazioni di facciata delle famiglie, Parsons credeva che il ruolo femminile fosse espressivo, mentre quello maschile, secondo la sua concezione, era strumentale. Credeva che le attività espressive di una donna completassero le funzioni 'interne', per esempio di rafforzare i legami tra i membri della famiglia. L'uomo, d'altro canto, sviluppava le funzioni 'esterne' di una famiglia, come la fornitura di supporto monetario.
Il modello di Parsons è stato usato per contrastare e illustrare le posizioni estreme sui ruoli di genere. Il modello A descrive la separazione totale dei ruoli di maschio e femmina, mentre il modello B descrive la dissoluzione completa delle barriere tra i ruoli di genere.
|                             | Modello A - Divisione totale dei ruoli | Modello B - Dissoluzione completa dei ruoli |
| Istruzione                  | Istruzione specifica dei generi; l'alta qualificazione professionale è importante solo per l'uomo                                                                 | Scuole co-educative, stessi contenuti delle classi per ragazzi e ragazze, stessa qualificazione per uomini e donne.                                                                                         |
| Professione                 | Il posto di lavoro non è l'area principale delle donne; l'avanzamento professionale e della carriera viene considerato futile per le donne                        | Per le donne, la carriera è tanto importante quanto per gli uomini. Per questo le opportunità professionali per gli uomini e per le donne sono necessarie.                                                  |
| Faccende domestiche         | La cura delle faccende domestiche e dei figli sono le funzioni principali della donna, la partecipazione dell'uomo in queste funzioni è solo parzialmente voluta. | Tutte le faccende domestiche sono svolte da entrambe le parti contraenti il matrimonio in parti uguali. |
| Potere decisionale          | In caso di conflitto, l'uomo ha sempre l'ultima parola. Per esempio nello scegliere il posto in cui vivere, la scuola per i figli, nelle decisioni di acquisto    | L'uomo non può dominare la donna o viceversa; le soluzioni non sempre seguono il principio di trovare decisioni concertate; questo potrebbe portare a vacanze separate o alla vita in diversi appartamenti. |
| Istruzione e cura dei figli | La donna si prende cura della maggior parte di queste funzioni; istruisce i figli e li accudisce in ogni aspetto                                                  | L'uomo e la donna partecipano in egual misura a queste funzioni. |

Entrambe le posizioni estreme sono difficili da trovare nella realtà. Il comportamento reale degli individui di solito si colloca a metà tra i due poli. Il modello più comune nella vita reale è il modello del "doppio ruolo" (vedi femminismo).
In base all'approccio interazionale, i ruoli (tra cui i ruoli di genere) non sono fissi, ma vengono costantemente negoziati dagli individui.
I ruoli di genere possono influenzare tutti i tipi di comportamento, come la scelta dell'abbigliamento, la scelta del lavoro e delle relazioni interpersonali, ad esempio lo stato genitoriale (vedi anche la sociologia della paternità).

## Biologia
Il ruolo dei generi è stato a lungo un argomento del dibattito Natura/Educazione: le teorie tradizionali sul genere ritengono che l'identità di un genere, e dunque il ruolo di un genere, sia un fatto naturale. Per esempio, si afferma spesso nell'Occidente ed in altre società che le donne sono più naturalmente atte a prendersi cura dei bambini. L'antropologia del XIX secolo utilizza a volte descrizioni della vita delle società [paleolitiche] basate su caccia e raccolta per le spiegazioni sull'evoluzione delle differenze fra i generi.